# Teofil Sidorovici
Teofil Sidorovici (n. 13 februarie 1896, com. Bucșoaia, distr. Câmpulung (astăzi județul Suceava) - d. 22 noiembrie 1940, București) a fost  comandant al Străjeriei, organizația de tineret organizată de regele Carol al II-lea, și ministrul al propagandei naționale în Guvernul Gheorghe Tătărăscu (6), după demisia lui Constantin C. Giurescu.  Imprejurarile morții sale rămân încă neclare deși versiunea oficială este sinuciderea la 22 noiembrie 1940. O altă ipoteză apărută după moartea sa misterioasă este legată de un asasinat pus la cale de un grup de legionari. Contrar unor informatii publicate ulterior, inclusiv de catre unii istorici, Teofil Sidorovici nu are nicio legatura de rudenie cu Alexandra Sidorovici, soția fostului demnitar comunist Silviu Brucan. 

## Publicații
- Sidorovici, Teofil G. (1937), Din viața unui fiu de rege, București: Ed. Cartea Românească
- Sidorovici, Teofil Gh. (1940), Carol II. Din culmea unui deceniu de glorioasă domnie, București: Atelierele „Luceafărul”